# Partido Agrario Ruso
El Partido Agrario Ruso (Agrarnaia Partia Rossii, Аграрная Партия России, АПР en ruso) fue un partido agrario y de tendencia izquierdista que existió en Rusia. Fundado en febrero de 1993, estaba entre los partidos políticos más antiguos de la Rusia postsoviética. Aunque no se declaraba oficialmente comunista, sí mostró muchas semejanzas con las ideologías del colectivismo y el sindicalismo. No obstante, al mismo tiempo promovía el minifundismo de la tierra. 
El partido fue fundado y liderado por Mijaíl Lapshin hasta 2004. El último líder del partido fue Vladímir Plotnikov. En la elección de la Duma de diciembre de 1993, el Partido Agrario obtuvo 37 escaños y ganó el 8% del voto popular. Entre 1994 y 1996 el miembro del partido Iván Rybkin fue su portavoz en la Duma. En las elecciones de diciembre de 1995, el PAR no superó el umbral del 5%, obteniendo sólo el 3,78% de los votos. En las últimas elecciones legislativas a las que concurrió, el 7 de diciembre de 2003, el partido ganó el 3,6% del voto popular y 3 de 450 escaños.
Nikolái Jaritónov, militante de este partido, se lanzó como candidato presidencial del Partido Comunista de la Federación Rusa (KPRF) en la elección presidencial de 2004 y obtuvo el 13,7 % de los votos, quedando como segundo, solo superado por Vladímir Putin. 
En la década de 1990 los diputados agrarios eran, por lo general, aliados del KPRF en la Duma y abogaron por un mayor apoyo del gobierno al sector agrícola.
El partido ganó el 2,3 % de los votos en las elecciones de 2007, de nuevo sin romper la barrera del 7 % y sin conseguir representación en la Duma.
El Partido Agrario Ruso apoyó a la candidatura de Dmitri Medvédev para las elecciones presidenciales de 2008. El 12 de septiembre de 2008, la dirección del Partido declaró que se unirían a Rusia Unida, el partido gobernante creado en torno a la órbita de Vladímir Putin. La fusión se hizo efectiva un mes después de la declaración.